# Причерноморское
Причерноморское (укр. Причорноморське; до 2024 года — Першотравневое) — село, относится к Одесский район (Одесская область) Одесской области Украины.
Население по переписи 2024 года составляло 4827 человек. По данным Визирского сельсовета населения составляет 4006 человек. Почтовый индекс — 67541. Телефонный код — 4855. Занимает площадь 2,54 км². Код КОАТУУ — 5122784201.

## История
- В 1945 году Указом ПВС УССР посёлок совхоза имени Первого Мая переименован в Першотравневое[2].

## Происхождение названия
Совхоз, а затем посёлок был назван в честь праздника весны и труда Первомая, отмечаемого в различных странах 1 мая; в СССР он назывался Международным днём солидарности трудящихся.
На территории Украиской ССР имелись 50 населённых населённых пунктов с названием Першотравневое и 27 — с названием Первомайское.

## Местный совет
67541, Одесская обл., Лиманский р-н, с. Першотравневое, ул. Мира, 4